# Commandements de l'Église catholique

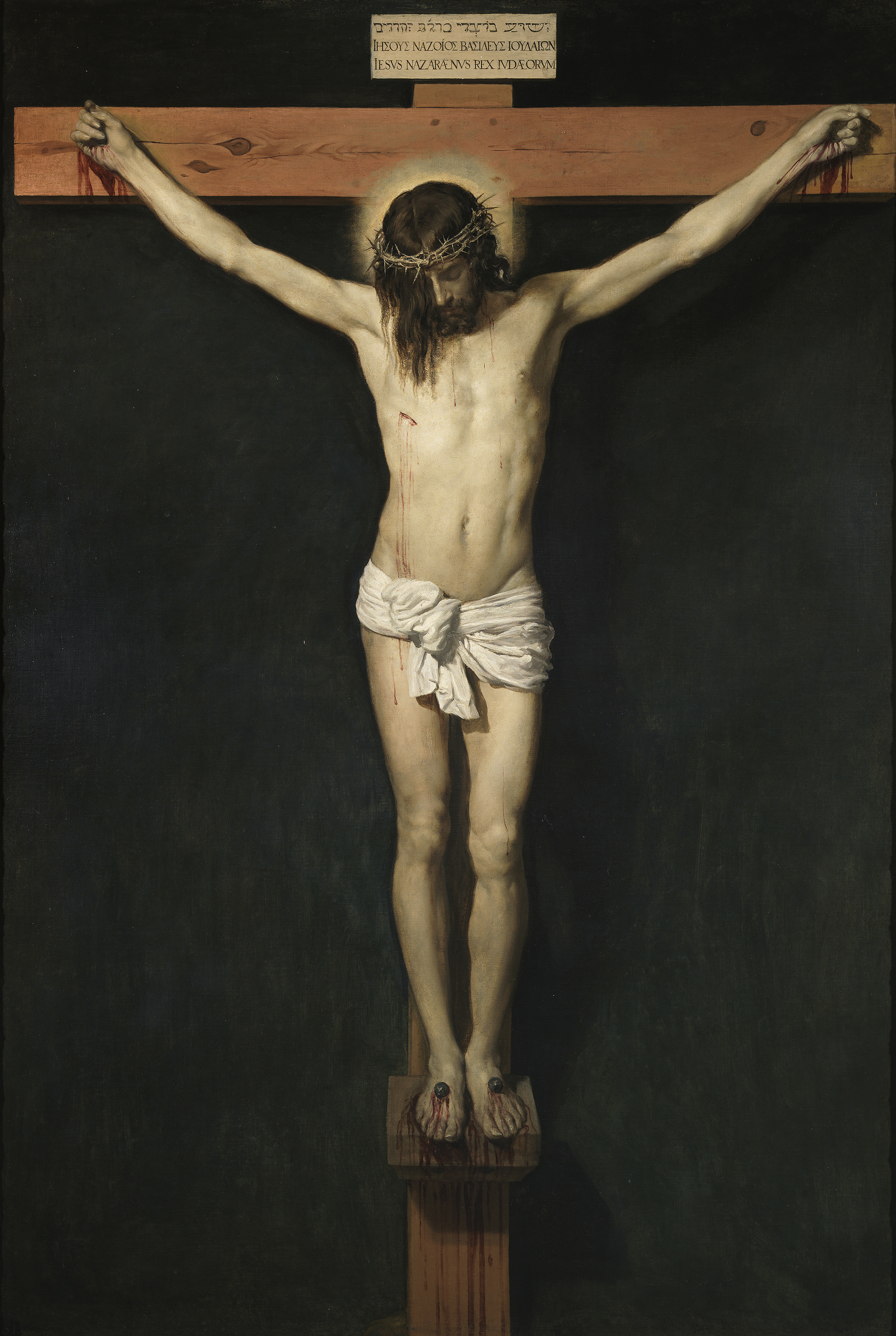
L'œuvre représente Jésus-Christ crucifié et est l'une des œuvres religieuses les plus connues du peintre sévillan Diego Velázquez.

Les commandements de l'Église catholique sont un ensemble de préceptes fixés par l'Église catholique à destination de ses fidèles. Leur nombre et leur formulation ont varié au cours de l'histoire ; leur forme actuelle est présentée en 1992 dans le Catéchisme de l'Église catholique, et peut encore évoluer. Leurs modalités d'application sont définies par les épiscopats nationaux.

## Formulation actuelle
Les commandements de l'Église sont formulés comme suit dans la traduction française du Catéchisme de l'Église catholique :
1. « Les Dimanches et les autres jours de fête de précepte, les fidèles sont tenus par l’obligation de participer à la Sainte Messe et de s’abstenir des œuvres serviles » ;
2. « Tout fidèle est tenu par l’obligation de confesser ses péchés au moins une fois par an » ;
3. « Tout fidèle est tenu par l’obligation de recevoir la Sainte Communion au moins chaque année à Pâques » ;
4. « Aux jours de pénitence fixés par l’Église, les fidèles sont tenus par l’obligation de s’abstenir de viande et d’observer le jeûne » ;
5. « Les fidèles sont tenus par l’obligation de subvenir aux besoins de l’Église. ».

## Histoire
Bien que les préceptes énoncés par ces « commandements » soient anciens, leur recueil sous forme de « commandements de l'Église » remonte au second tiers du XVe siècle.
À l'époque de la Contre-Réforme, l'observation de ces préceptes est plus fortement requise par l'Église catholique. En France, le roi Henri II donne en 1551 consigne aux évêques français de procéder à des enquêtes diocésaines pour vérifier le respect des « commandements de Dieu et de l'Église ».
De nombreuses versions de ces « commandements » ont été publiées au cours de l'histoire, le nombre et l'ordre des commandements variant en fonction du temps et du lieu.
Le pape Paul VI promulgue en février 1966 la constitution apostolique Paenitemini, qui invite à réduire le formalisme des pénitences, en renforçant l'esprit de pénitence et favorisant l'esprit de charité, et donne latitude aux épiscopats nationaux pour modifier les modalités de ces préceptes.
Les modalités d'application de ces « commandements » ont ainsi été revues et reformulées par les épiscopats nationaux, qui ont reçu pour cela pouvoir du Saint-Siège. Les modifications ont surtout porté sur le jeûne et l'abstinence, la démarche directrice étant de promouvoir l'esprit d'ascèse et de pénitence individuel, plus que des règles formelles, comme y invite la constitution Paenitemini,.
Pour la France, dans ce cadre, les modalités sont revues en octobre 1966 par l'épiscopat français, qui recommande de faire pénitence le vendredi, sans forcément s'abstenir de viande, sauf pendant le carême, et de pratiquer le jeûne le mercredi des cendres et le vendredi saint,.
L'épiscopat canadien assouplit également les règles, permettant aux fidèles de choisir leurs modalités de pénitence.

### Sources
- Catéchisme de l'Église catholique, § 2041 à 2043, Saint-Siège.
- « Commandements de l'Église », dans Nouvelle encyclopédie catholique Théo, Paris, Droguet et Ardent / Fayard, 1989 (ISBN 2-7041-0336-4 et 2-213-02-337-9), p. 785.
- Antoine Villien (préf. Auguste Boudinhon), Histoire des commandements de l'Église, Paris, Victor Lecoffre, J. Gabalda & Cie, 1909, 357 p. (lire en ligne), rééd. 1936.
- (en) John Webster Melody, « Commandments of the Church », dans Catholic Encyclopedia, 1913 (lire en ligne)